# Türkischer Tempel
Türkischer Tempel, česky Turecký templ čili Turecká synagoga, byla velká synagoga postavená mezi lety 1885 až 1887 dle plánů vídeňského architekta Huga von Wiedenfelda v ulici Zirkusgasse 22, ve 2. vídeňském okrsku Leopoldstadt. Sloužila jako hlavní synagoga vídeňské "osmanské" židovské komunity, tj. ve Vídni usedlých sefardských Židů. Synagogu během tzv. Křišťálové noci v listopadu 1938 vypálili a zcela zničili místní nacisté.

## Popis stavby
Synagogu sefardské komunity vyprojektoval Hugo von Wiedenfeld podle vzoru Alhambry v tehdy módním tzv. maurském stylu. Synagoga stála ve vnitrobloku mezi několika sousedními domy v orientaci západ-východ, takže se do ní vstupovalo přes rozlehlé atrium. Prostřednictvím vestibulu se návštěvníci dostali do čtvercového prostoru modlitebny s 12 m vysokou osmihrannou kupolí. Ta stála na 17 m vysokých stěnách a prostor byl osvětlen světlíky a lucernami. Aron ha-Kodeš s Tórou na východní stěně, podobně jako většina interiéru, byl obložen mramorem a dekorován ozdobným štukem a zlatými a dalšími orientálními barvami. Oproti svatyni na západní stěně se nacházel varhanní kůr. Modlitební prostor měl v přízemí 314 sedadel pro muže, na ženských galeriích po třech stranách hlavní lodi se pak nacházelo dalších 360 míst pro ženy, z toho 250 k sezení a 110 k stání. Kromě toho v prvním patře synagogy směrem do ulice se nacházela tzv. zimní modlitebna se 105 místy.

## Externí odkazy

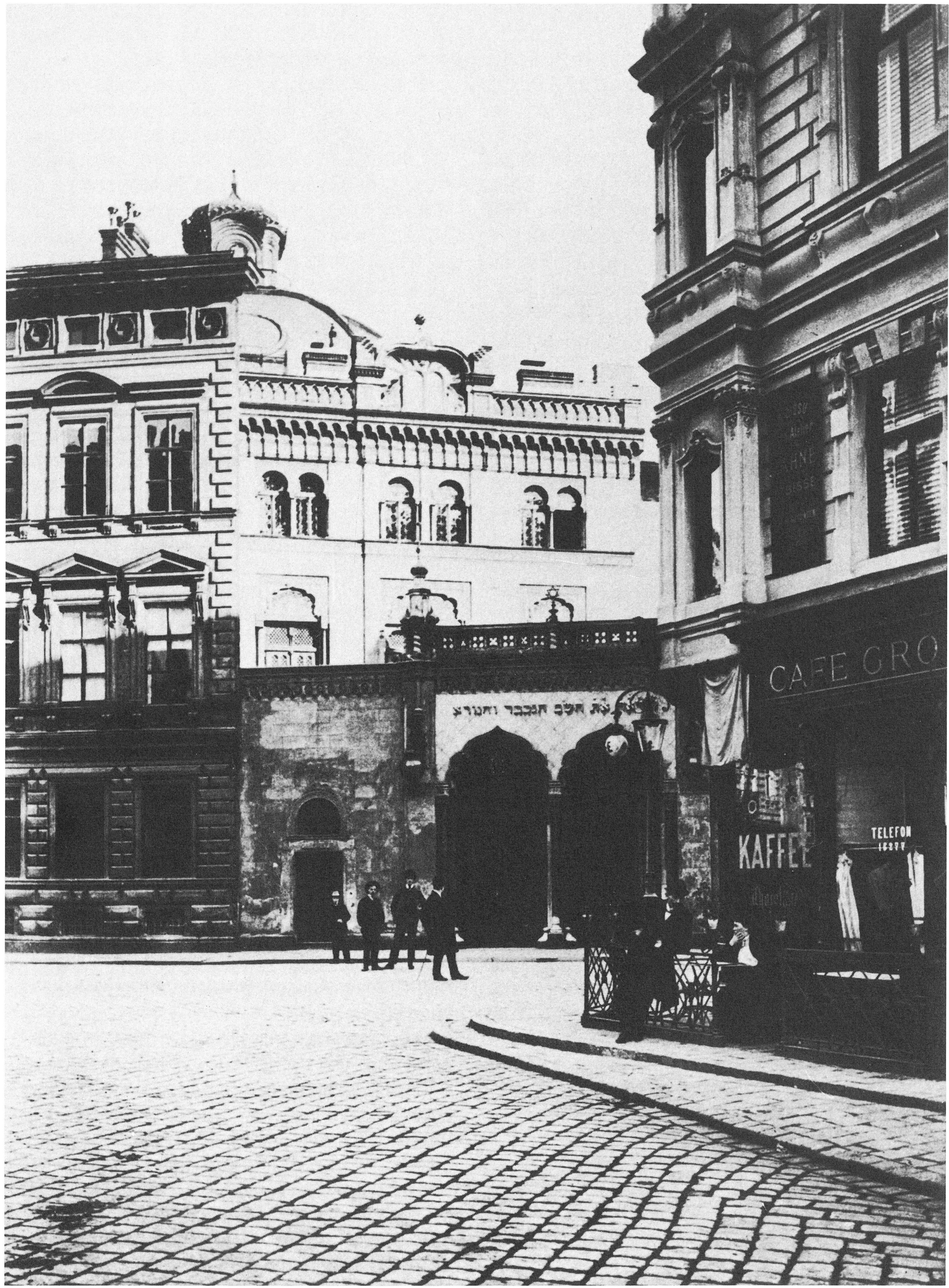
Türkischer Tempel na fotografii kolem roku 1900.

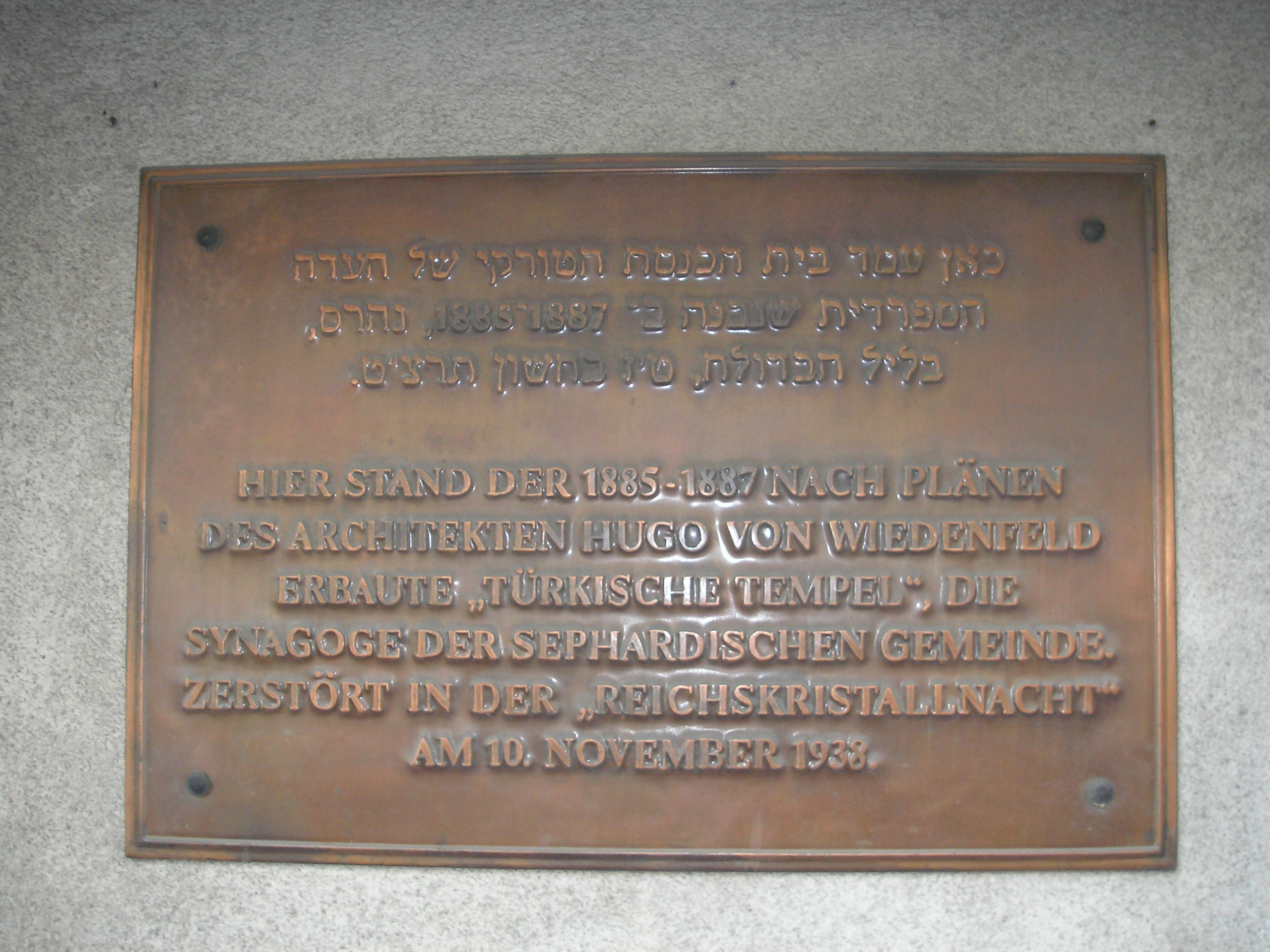
Pamětní deska umístěná na fasádě novodobého objektu.